# Algebra (chanteuse)
 (septembre 2014).
Algebra (Algebra Felicia Blessett) est une chanteuse américaine de R&B, née en 1976 à Atlanta, Géorgie (États-Unis).

## Biographie
La mère d'Algebra était une chanteuse de gospel qui jouait la basse aussi. Les sons de la musique soul, gospel et R&B étaient donc familiers à la jeune Algebra. À l'âge de neuf ans, elle chantait, tout comme nombreux artistes R&B, dans la chorale religieuse à l'école. Mais, a-t-elle ajouté, ceci n'était pas tellement par intérêt, mais plutôt parce qu'elle ne faisait pas de sport et voulait rester avec les copains après l'école.

## Carrière
Blessett a fait ses débuts en faisant les chœurs pour des artistes R&B comme Monica et Bilal. Cela lui a rapporté un contrat avec Rowdy Records à Atlanta. Elle a participé aux tournées d'Anthony Hamilton, et a collaboré avec India.Arie. À un âge relativement avancé, elle apprend à jouer la guitare, et commence à faire ses propres concerts dans les boîtes d'Atlanta. Blessett écrit ses propres chansons.
Algebra a sorti son premier single U Do It For Me chez Kedar Entertainment en 2006. Son premier album, intitulé Purpose, date de février 2008. Le nouveau single devient alors Run and Hide.
Sa musique est parfois dite d'être du R&B, parfois du neo soul ou underground soul. Elle est influencée par le jazz, gospel et aussi le rock.

### Classement
L'album Purpose a atteint la 56e place au classement R&B/Hiphop du Billboard américain, et y a passé quatorze semaines.

## Discographie

### Singles
- 2006 : U Do It For Me
- 2008 : Run and Hide

### Album
- 2008 : Purpose

1. At This Time
2. Halfway
3. Run and Hide
4. U Do It for Me
5. ABC's 1, 2, 3's (Interlude)/Happy After
6. My Pride
7. Holla Back (Interlude)/Simple Complication
8. What Happened?
9. No Idea
10. Tug of War
11. Can I Keep U?
12. I Think I Love U
13. Come Back
14. Now & Then
15. Where R We Now

- 2014 : Recovery